# آنا دي ميغيل
آنا دي ميغيل (بالإسبانية: Ana de Miguel)‏ هي فيلسوفة إسبانية، ولدت في 26 أكتوبر 1961 في سانتاندير في إسبانيا.